# Kassaly Daouda
Kassaly Daouda (ur. 19 sierpnia 1983 w Dosso) – piłkarz nigerski grający na pozycji bramkarza. Od 2019 roku jest piłkarzem klubu Katsina United FC.

## Kariera klubowa
Karierę piłkarską Daouda rozpoczął w klubie Olympic FC de Niamey, w którym grał w latach 1997-2001. W sezonach 1997/1998 i 1999 wywalczył z nim dwa mistrzostwa Nigru. W 2002 przeszedł do JS du Ténéré. W 2003 roku odszedł do innego stołecznego klubu, Sahel SC. W 2004 i 2007 roku wywalczył z nim mistrzostwo Nigru. Z Sahel SC zdobył też dwa Puchary Nigru w latach 2004 i 2006.
W 2007 roku Daouda przeszedł z Sahel SC do kameruńskiego klubu Cotonsport Garua. Wiosną 2009 roku został wypożyczony do Rapidu Bukareszt, jednak nie zadebiutował w nim w pierwszej lidze rumuńskiej i latem wrócił do Cotonsportu. Wraz z Cotonsportem trzykrotnie był już mistrzem Kamerunu (2008, 2010, 2011) i dwukrotnie zdobył Puchar Kamerunu (2007, 2008). W 2008 roku wystąpił w przegranym dwumeczu finału Ligi Mistrzów z Al-Ahly Kair (0:2, 2:2).
W sezonie 2012/2013 Daouda grał w południowoafrykańskim Chippa United FC. W 2013 wrócił do Nigru i przez dwa sezony był zawodnikiem klubu ASN Nigelec. W latach 2015–2016 grał gabońskim AS Mangasport, z którym w sezonie 2015 został mistrzem kraju. W sezonie 2016/2017 występował w AS Douanes Niamey, a w sezonie 2017/2018 w AS Police Niamey. W 2019 roku przeszedł do nigeryjskiego klubu Katsina United FC.

## Kariera reprezentacyjna
W reprezentacji Nigru Daouda zadebiutował 7 września 2002 roku w wygranym 3:1 meczu kwalifikacji do Pucharu Narodów Afryki 2004 z Etiopią, rozegranym w Niamey. W 2010 roku stał się podstawowym bramkarzem kadry narodowej, a w 2011 roku awansował z nią do Pucharu Narodów Afryki 2012. W 2013 roku był zawodnikiem kadry narodowej w Pucharze Narodów Afryki 2013.